# Rio Ems
O rio Ems (alemão: Ems; neerlandês: Eems) é um curso de água do noroeste da Alemanha e do nordeste dos Países Baixos. Ele corta os estados alemães da Renânia do Norte-Vestfália e Baixa Saxônia, corre paralelo à fronteira nacional entre a Alemanha, na Frísia Oriental, região da Baixa Saxônia, e os Países Baixos, província de Groninga, do lado alemão da fronteira. Sua extensão total é de 371 km.
O traçado preciso da fronteira entre a Frísia Oriental, no estado alemão da baixa Saxónia, e a província de Groninga, dos Países Baixos, encontra-se em litígio pacífico entre os dois países e situa-se no estuário do Ems.

## Cidades e municípios
O Ems corre por:
- Hövelhof
- Steinhorst
- Westerwiehe
- Schöning
- Rietberg
- Rheda-Wiedenbrück
- Harsewinkel
- Warendorf
- Telgte
- Greven
- Emsdetten
- Rheine
- Salzbergen
- Emsbüren
- Lingen
- Geeste
- Meppen
- Haren
- Lathen
- Kluse
- Dörpen
- Lehe
- Aschendorf
- Tunxdorf
- Papenburg
- Weener
- Leer
- Jemgum
- Midlum
- Critzum
- Rorichum
- Gandersum
- Emden
- Knock
- Delfzijl

## Afluentes do Ems
- Rio Wapelbach
- Rio Dalke
- Rio Lutter
- Rio Axtbach
- Rio Hessel
- Rio Bever
- Rio Werse
- Rio Eltingmühlenbach
- Rio Große Aa
- Rio Hase
- Rio Nordradde
- Rio Leda